# نادي ريفر بليت لكرة القدم
نادي ريفر بليت لكرة القدم (بالإسبانية: River Plate Football Club)‏ هو نادي كرة قدم أرجنتيني تأسس في 1897 ، يقع مقره الرئيسي في مونتفيدو.